# Моторошні пригоди Сабріни
«Моторошні пригоди Сабрі́ни» (англ. Chilling Adventures of Sabrina) — американський телесеріал у жанрі фантастики жахів, оснований на однойменному коміксі видавництва «Archie Horror», створений Роберто Аґірре-Сакаса для платформи Netflix. Продюсуванням телесеріалу займається компанія Warner Bros. Television разом з Агірре-Сакаса, Грегом Берланті, Сарою Шехтер, Джоном Голдвотером і Лі Толандом Крігером як виконавчими продюсерами.
10 серій першого сезону вийшли 26 жовтня 2018 року. Телесеріал отримав в цілому позитивні відгуки критиків, які хвалили акторську гру Шипки, акторський склад і сюжет. Різдвяний спеціальний випуск вийшов 14 грудня 2018 року. Друга частина першого сезону вийшла 5 квітня 2019 року та має 9 серій. Перша частина другого сезону (під назвою «Частина 3») вийшла 24 січня 2020 року. В липні 2020 Netflix оголосив про закриття серіалу. 2-га частина другого сезону вийшла 31 грудня 2020 року.

## Сюжет
Юна Сабріна Спелман намагається примиритися зі своєю подвійною натурою напіввідьми, напівсмертної, тим часом борючись із силами зла, які загрожують їй, її сім'ї та усьому світу людей.

## Акторський склад

### Головні
- Сабріна Спелман (Кірнан Шипка) — напівлюдина-напіввідьма, яка відвідує старшу школу Бекстер і розпочинає свою темну освіту, намагаючись вести звичайне підліткове життя.
- Зельда Спелман[en] (Міранда Отто) — сувора тітка-відьма Сабріни, дуже віддана Темному Володарю.[11]
- Гільда Спелман[en] (Люсі Девіс) — тітка-відьма Сабріни з почуттям гумору і материнською натурою, яка добре розуміється на чарівних зіллях.[12]
- Емброуз Спелман (Ченс Пердомо) — пансексуальний кузен-маг Сабріни з Англії, який знаходиться під домашнім арештом за вироком Ради Відьом через спробу підірвати Ватикан.[13]
- Гарві Кінкл (Росс Лінч) — хлопець Сабріни та син шахтаря, який не здогадується, що темні сили хочуть розлучити їх із Сабріною.[14]
- Мері Вордвел / Мадам Сатана[en] (Мішель Гомес) — улюблена вчителька і менторка Сабріни, яку вбила і якою прикидається Ліліт, хитра маніпуляторка.[13][15]
- Розалінд «Роз» Вокер (Джаз Сенклер) — відверта, впевнена у собі дочка місцевого священника та найкраща подруга Сабріни[16].
- С'юзі Тео Патнем (Лохлен Вотсон) — близька подруга Сабріни, яка навчається у старшій школі Бекстер, згодом трансхлопець.[17]
- Прюденс Найт (Таті Габріель) — студентка Академії небачених мистецтв, лідерка трійки Дивних сестер, якій не подобається Сабріна.[18]
- Агата (Аделін Рудольф) — студентка Академії небачених мистецтв, одна з Дивних сестер.[19]
- Батько Фаустус Блеквуд (Річард Койл[en]) — Вищий Священник Церкви Ночі й директор Академії небачених мистецтв, який конфліктує з Сабріною.[20]
- Салем Саберхаген[en] присутній у серіалі як фамільяр Сабріни.[21]

### Другорядні
- Доркас (Ебігейл Ковен) — студентка Академії небачених мистецтв, одна з Дивних сестер.[19]
- Джордж Хоторн (Броснан Пінчот[en]) — пуританський директор старшої школи Бекстер.[22].
- Місіс Кемпер (Сара-Джейн Редмонд) — названа матір загадково вбитого мага.
- Карл Теппер (Пітер Бундік) — один зі спортсменів, які часто чіпляються до С'юзі.
- Діана Спелман (Аннетт Рейллі) — смертна матір Сабріни, яка загинула в авіакатастрофі разом з чоловіком Едвардом.
- Біллі Марлін (Тай Вуд[en]) — лідер спортсменів, які часто чіпляються до С'юзі.
- Фермер Патнем (Едріен Хаф) — старомодний батько С'юзі.
- Томмі Кінкл (Джастін Добіс) — дбайливий старший брат Гарві, який працює шахтарем.[23]
- Люк Шалфант (Даррен Манн) — маг, у якого закоханий Емброуз.
- Містер Кінкл (Кріс Розамонд) — батько Гарві і Томмі.
- Леді Констанс Блеквуд (Алвіна Огаст) — дружина Фаустуса Блеквуда.
- Ніколас Скратч (Гевін Лезервуд) — студент Академії небачених мистецтв, який товаришує з Сабріною.
- Доротея Патнем (Анастейша Бенді) — предок С'юзі, яка декілька століть тому переправила шабаш до Гріндейлу.
- Адам Марстерс (Алексіс Денісоф) — бойфренд Мері Вордвел, який повертається до Гріндейлу після роботи закордоном і не знає, тіло Мері зайняла Мадам Сатана.[24]
- Доріан Грей (Джедідайя Гудакр) — маг і власник ексклюзивного нічного клубу «Кімната Доріана Грея».[24]

### Гостьові
- Містер Кемпер (Курт Макс Рант) — названий батько загадково вбитого мага.
- Едвард Спелман (Джорджі Дабурас) — батько Сабріни та Вищий Священник Церкви Ночі, який загинув у авіакатастрофі разом з дружиною Діаною.
- Даніель Вебстер (Джон Рубінштейн[en]) — адвокат, який захищає Сабріну на суді.
- Джессі Патнем (Джейсон Бодуін) — дядько С'юзі, у якого вселився демон.
- Батібат (Меган Літч[en]) — демониця сну, яку випадково звільнює Сабріна.
- Доктор Церберус (Алессандро Джуліані[en]) — власник місцевого книжкового магазину, де працює Гільда.
- Рут Вокер (Л. Скотт Колдвелл[en]) — сліпа бабуся Роуз.
- Дідусь Кінкл (Майкл Хоган[en]) — дідусь Гарві та Томмі.
- Сабріна Спелман (Маккенна Грейс) — у дитинстві.[24]

## Український дубляж
- Єлизавета Зіновенко — Сабріна
- Наталія Ярошенко — Гільда
- Тамара Морозова — Зельда
- Олександр Солодкий — Гарві
- Андрій Соболєв — Емброуз
- Олена Узлюк — Вордвелл
- Ганна Соболєва — Сьюзі
- Юлія Шаповал — Розалінд
- Володимир Терещук — Гоуторн
- Роман Молодій — Фауст
- Кристина Вижу — Аґата
- Катерина Петрашова — Пруденс
- Анастасія Павленко — Доркас
- Сергій Гутько — Ед
- Руслан Драпалюк — Карл, Люк
- Євген Пашин — Вебстер
- Вячеслав Хостікоєв — Ніколас
- Людмила Петриченко — Батібат
- А також: Олена Борозенець, Катерина Манузіна, Роберт Карапата, Марія Демочко, Лілія Цвєлікова, Олег Грищенко, Петро Сова, Віталій Ізмалков, В'ячеслав Скорик, В'ячеслав Дудко

Серіал дубльовано студією «Postmodern» на замовлення компанії «Netflix» у 2021 році.
- Перекладач — Тетяна Горстка
- Режисер дубляжу — Руслан Драпалюк
- Звукорежисер — Олександр Притчин
- Звукорежисер перезапису — Антон Семікопенко
- Менеджер проєкту — Валерія Валковська

## Епізоди

### Частина 1
| № | Назва українською мовою                   | Назва мовою оригіналу                        | Режисер               | Сценарист                             | Дата виходу в ефір |
| --- | ----------------------------------------- | -------------------------------------------- | --------------------- | ------------------------------------- | ------------------ |
| 1 | «Розділ перший: Жовтнева країна»          | Chapter One: October Country                 | Лі Толанд Крігер      | Роберто Аґірре-Сакаса                 | 26 жовтня 2018     |
| У день Хелловіна Сабріні Спелман виповниться 16 років. Увесь свій час вона проводить зі своїм хлопцем Гарві та найкращими подругами Роз і С'юзі. Але на своє шістнадцятиріччя вона повинна повністю прийняти свою відьомську половину через обряд темного хрещення, під час якого має дати обітницю вірності Темному Володарю Сатані. Проте Сабріна розривається між друзями та сім'єю. В останні дні перед темним хрещенням вона намагається знайти якнайбільше інформації про цей ритуал. Тим часом, Мадам Сатана вбиває вчительку Сабріни Мері Вордвелл і видає її за себе, щоб переконати Сабріну перейти на сторону Темного Володаря. Крім того, Сабріні докучає трійка Дивних сестер, через те, що вона — відьма лише наполовину. |                                           |                                              |                       |                                       |                    |
| 2 | «Розділ другий: Темне хрещення»           | Chapter Two: The Dark Baptism                | Лі Толанд Крігер      | Роберто Аґірре-Сакаса                 | 26 жовтня 2018     |
| Батько Блеквуд, Вищий Священник Церкви Ночі, наносить візит Сабріні та її сім'ї. Він намагається переконати її пройти обряд темного хрещення. Тим часом, кузен Сабріни Емброуз вважає, що тіло, яке передали до їхнього сімейного моргу, належало магу, якого вбили мисливці на відьом. С'юзі цькують чотири школярі-футболісти і Сабріна вирішує розібратися з ними. Вона домовляється з Дивними сестрами провчити і налякати хлопців. Свій день народження Сабріна відзначає з друзями на вечірці на честь Хелловіна. Опівночі вона спішить на своє хрещення, але ритуал відрізняється від того, що описував їй Батько Блеквуд, тому у останню хвилину Сабріна зрікається Темного Володаря і тікає додому. Вона відмовляється ставити підпис у Книзі звіра і не проходить обряд хрещення. |                                           |                                              |                       |                                       |                    |
| 3 | «Розділ третій: Суд над Сабріною Спелман» | Chapter Three: The Trial of Sabrina Spellman | Роб Сейденгланз       | Росс Максвелл                         | 26 жовтня 2018     |
| Сабріна вимушена розбиратися з наслідками своєї відмови пройти обряд темного хрещення. Шабаш разом з Блеквудом викликають її до суду через порушення обіцянки. Зельда та Гільда також покарані за дії племінниці лишаються магічних сил. Сабріна наймає смертного адвоката, Даніеля Вебстера, який спеціалізується на відьмацьких законах. Мадам Сатана використовує усі можливі способи, аби маніпулювати Сабріною. Під час суду Блеквуд наполягає, що вона повинна вписати своє ім'я у Книгу Звіра, щоб виконати обіцянку, дану її батьком після її народження. Проте Гільда доводить, що Сабріну вже охрестили у католицькій церкві, що шокує Блеквуда та раду відьом. У підсумку, вони пропонують Сабріні угоду — вона може продовжувати жити у світі смертних, але одночасно повинна відвідувати Академію небачених мистецтв. Гільду відлучають від Церкви Ночі через допомогу у католицькому хрещенні племінниці. Тим часом, Емброуз намагається дізнатися більше про мага, якого імовірно вбили мисливці на відьом. |                                           |                                              |                       |                                       |                    |
| 4 | «Розділ четвертий: Академія відьом»       | Chapter Four: Witch Academy                  | Роб Сейденгланз       | Донна Торленд                         | 26 жовтня 2018     |
| Сабріна готується відвідувати Академію небачених мистецтв і планує знайти спосіб зупинити Сатану. Деякі студенти відносяться до неї зневажливо, але вона починає товаришувати з Ніком Скратчем. Блеквуд обіцяє їй, що якщо вона зможе розгадати головоломку під назвою Ахеронова конфігурація, то він дозволить їй вивчати курс по чаклуванню. Дивні сестри змушують Сабріну проходити небезпечний ритуал. Вона дізнається, що деякі учні Академії померли через цей ритуал, і домовляється з привидами цих дітей покарати Дивних сестер, яких підмовив знущатися над Сабріною Блеквуд. Гільда допомагає Емброузу зробити астральну проєкцію, аби той міг піти на побачення з Люком, що майже закінчується трагічно. Під час цього, Мадам Сатана обшукує будинок Спелманів, щоб вкрасти речі, які допоможуть їй підглядати за Сабріною. Врешті решт, Сабріні розгадує Ахеронову конфігурацію і випадково звільнює демона, який був замкнений у головоломці. |                                           |                                              |                       |                                       |                    |
| 5 | «Розділ п'ятий: Сни у відьминому домі»    | Chapter Five: Dreams in a Witch House        | Меггі Кілі            | Метью Баррі                           | 26 жовтня 2018     |
| Демон сну на ім'я Батібат занурює Сабріну, Гільду, Зельду й Емброуза у глибокий сон, де їм сняться нескінченні кошмари, аби змусити когось з них дозволити їй вийти з будинку. Мадам Сатана мандрує по їхніх снах у пошуках Сабріни, щоб розбудити її. Коли Сабріна прокидається, вона намагається зупинити Батібат, але в неї не виходить. Салем відволікає демона, а Сабріна тим часом занурюється у сни родичів, щоб вони допомогли їй перемогти Батібат. Гільда каже племінниці, що потрібно заманити демона у пастку, що вона й робить за допомогою фамільярів Гільди — павуків. Після цього Гільда, Зельда та Емброуз прокидаються, а Сабріна йде до Мадам Сатани, нарешті розуміючи, що та не смертна. |                                           |                                              |                       |                                       |                    |
| 6 | «Розділ шостий: Екзорцизм у Ґріндейлі»    | Chapter Six: An Exorcism in Greendale        | Рейчел Талалай        | Джошуа Конкел і М. Дж. Кауфман        | 26 жовтня 2018     |
| Мадам Сатана бреше Сабріні і заявляє, що була секретаркою її батька, коли той був Вищим Священником Церкви Ночі, і що він просив її наглядати за Сабріною. С'юзі, Роз і Гарві починають бачити лякаючі привиди Джессі, хворого дядька С'юзі, і вони розповідають про це Сабріні. Вона створює свою астральну проєкцію у кімнаті Джессі і виявляє, що у того вселився демон, якого вона пізніше ідентифікує як Апофіза, демона-паразита. За допомогою Мадам Сатани і своїх тіток, Сабріна вдало проводить обряд екзорцизму і виганяє Апофіза з тіла Джессі. Наступного дня Джессі помирає від серцевого нападу. Пізніше глядач баче, що насправді його вбила Мадам Сатана, яка дякує Джессі за роль, яку він зіграв у плані Темного Володаря. |                                           |                                              |                       |                                       |                    |
| 7 | «Розділ сьомий: Бенкет бенкетів»          | Chapter Seven: Feast of Feasts               | Вієт Нгуєн            | Оанх Лі                               | 26 жовтня 2018     |
| Спелманів обирають стати учасниками щорічного Бенкету бенкетів і Зельда зголошується представляти сім'ю у лотереї за титул Королеви Бенкету, яку приносять у жертву і з'їдають під час свята. Під час лотереї Сабріна заміняє Зельду і стає служницею Прюденс, яку обирають Королевою. Увесь тиждень Сабріна намагається переконати Прюденс відмовитися від титулу і бере її до старшої школи Бекстер, де та дізнається, що предки Гарві були мисливцями на відьом. Про всяк випадок, Сабріна накладає на Гарві захисне закляття. Пізніше Сабріна дізнається, що леді Блеквуд відповідальна за те, що Прюденс була обрана Королевою Бенкету, адже остання є дочкою Фаустуса Блеквуда. Під час святкування Блеквуд оголошує, що Прюденс не може виконати свої обов'язки Королеви, але він не встигає скасувати Бенкет, бо одна з присутніх відьом жертвує собою і її проголошують новою Королевою Бенкету. Наступного дня Агата і Доркас проводять ритуал, щоб убити Гарві та його брата у шахті. |                                           |                                              |                       |                                       |                    |
| 8 | «Розділ восьмий: Поховання»               | Chapter Eight: The Burial                    | Меггі Кілі            | Ліндсі Калгун і Крістіанн Гедтке      | 26 жовтня 2018     |
| Гарві виживає під час обвалу шахти завдяки захисному закляттю Сабріни, але його брат Томмі помирає разом з чотирма іншими працівниками. Під час похорон Томмі Гарві та його батько починають сперечатися і випадково перевертають труну Томмі. Роз підіймає його каску і бачить видіння, у якому Агата і Доркас б'ють ляльки Гарві і Томмі камінням. Роз розповідає Сабріні про це видіння, яке виявляється результатом прокльону, накладеного на сім'ю Роз відьмою декілька століть тому. Сабріна розповідає Прюденс про дії Агати і Доркас і вони за допомогою Ніка проводять ритуал воскресіння Томмі в обмін на життя Агати. Однак, вони використовують Каїнову яму, що знаходиться на кладовищі сім'ї Спелманів, щоб повернути Агату до життя. Тим часом, Батько Блеквуд пропонує Емброузу недоторканість, якщо той видасть змовників, з якими хотів підірвати Ватикан, але Емброуз відмовляється. Коли Гарві з батьком вечеряють, Томмі повертається додому. |                                           |                                              |                       |                                       |                    |
| 9 | «Розділ дев'ятий: Чоловік, що повернувся» | Chapter Nine: The Returned Man               | Крейг Вільям Макнеілл | Акселль Каролін і Крістіна Гем        | 26 жовтня 2018     |
| Батько Блевуд дозволяє Емброузу читати лекції в Академії небачених мистецтв і дає йому власного фамільяра, мишу на ім'я Левіафан. Агаті стає зле і вона починає кашляти землею. Гільда каже, що не можна було повертати Агату до життя. Роз бачить ще одне видіння, через яке Сабріна здогадується, що душа Томмі знаходиться у лімбо. Гарві хвилюється за брата, адже той дуже змінився після обвалу шахти. Сабріна вирушає до лімбо, де зустрічає свою матір. Хоча вона знаходить Томмі, але не встигає забрати його з лімбо, бо того вбиває Пожирач душ. Тим часом, С'юзі потайки спілкується з привидом свого предка Доротеї, яка питає в неї чи Спелмани все ще відьми. Сабріна розповідає Гарві, що вона відьма і каже, що повинна вбити Томмі. Але Гарві відповідає, що сам це зробить, і розриває відносини з Сабріною. |                                           |                                              |                       |                                       |                    |
| 10 | «Розділ десятий: Відьомська година»       | Chapter Ten: The Witching Hour               | Роб Сейденгланз       | Роберто Аґірре-Сакаса і Росс Максвелл | 26 жовтня 2018     |
| Роз і С'юзі змушують Сабріну зізнатися у тому, що вона відьма. Мадам Сатана приносить у жертву учня старшої школи Бекстер, щоб викликати Тринадцятку Гріндейла — відьом, якими декілька століть тому пожертвував шабаш і яких вбили смертні. Тринадцятка викликає Червоного янгола смерті і посилає Емброуза повідомити про це усім. Батько Блеквуд наказує усім відьмам прийти до Академії для захисту. Спелмани створюють торнадо, щоб усі смертні зібралися у підвалі старшої школи Бекстер, щоб можна було їх захистити. Спелмани накладують захисне закляття на школу, яке потрібно постійно підтримувати, але Емброуза і Зельду викликають до Академії. Мадам Сатана веде Сабріну до лісу і переконує її вписати своє ім'я у Книгу звіра, щоб отримати силу, необхідну для перемоги над відьмами. Сабріна викликає Пекельний вогонь, який зжигає душі Тринадцятки і проганяє Червоного янгола смерті. Тим часом, леді Блеквуд помирає після пологів, а Зельда бреше Фаустусу Блеквуду, що більший близнюк поглинув іншого, хоча насправді першою народженою дитиною була дівчинка, яку Зельда забрала до будинку Спелманів, щоб захистити від батька. Пізніше Мадам Сатана розповідає директору Хоторну про свої плани стати Королевою для Темного Володаря, після чого вбиває його і свого фамільяра. |                                           |                                              |                       |                                       |                    |
| 11 | «Розділ одинадцятий: Зимова історія»      | Chapter Eleven: A Midwinter's Tale           | Джефф Вулно           | Роберто Аґірре-Сакаса і Донна Торленд | 14 грудня 2018     |

### Частина 2
| № | Назва українською мовою                          | Назва мовою оригіналу                              | Режисер            | Сценарист                              | Дата виходу в ефір |
| --- | ------------------------------------------------ | -------------------------------------------------- | ------------------ | -------------------------------------- | ------------------ |
| 1 | «Розділ дванадцятий: Богоявлення»                | Chapter Twelve: The Epiphany                       | Кевін Салліван     | Роберто Аґірре-Сакаса                  | 5 квітня 2019      |
| Вирішивши повністю присвятити себе Академії Невидимих Мистецтв, Сабріна йде зі школи Бакстер. Попри мізогінну опозицію отця Блеквуда, Сабріна та Нік змагаються за звання найкращого учня, пройшовши три важкі випробування. На Сабріну нападають три чумні королі Асмодей, Пурсон і Вельзевул. Тим часом пані Вордвелл стає директором школи Бакстер. Сьюзі пробує виступати в чоловічу баскетбольну команду Бакстер, стикаючись із запеклим спротивом через свою гендерну дисфорію. За наполяганням Хільди Сабріна відвідує своїх смертних друзів і використовує магію, щоб допомогти Сюзі виграти пробний матч. Сьюзі розповідає Харві та Роз, що він хотів би називатися Тео замість свого імені при народженні. Під час чаклування Сабріна та Нік використовують змагання, щоб виявити демонів, які атакують Сабріну. Образившись, отець Блеквуд призначає Амброуза Топ Боя. Зельда запитує отця Блеквуда, чи оголосить він їхні стосунки офіційно, і коли той каже, що ні, каже, що вона припинить їхній роман, поки він не зробить. Роз розвиває почуття до Харві. Ліліт викликає Темного Лорда, вимагаючи дізнатися про роль Сабріни в його планах. |                                                  |                                                    |                    |                                        |                    |
| 2 | «Розділ тринадцятий: Пристрасть Сабріни Спелман» | Chapter Thirteen: The Passion of Sabrina Spellman  | Майкл Гой          | М. Дж. Кауфман і Крістіна Гем          | 5 квітня 2019      |
| Дізнавшись, що Темний Лорд має намір зробити Сабріну своїм вісником, Ліліт укладає з ним парі, щоб визначити справжню природу душі Сабріни. Темний Лорд наказує Сабріні, яка цього не бажає, вкрасти пачку жувальної гумки. Сабріна намагається чинити опір наказу Темного Лорда, готуючись до своєї ролі в майбутній виставі Академії «Страсті Люцифера Морнінгстара» та відвідуючи заняття у Бакстерській школі. Батько Блеквуд призначає тітку Зельду режисером і тренером з ораторського мистецтва для п’єси, чим розгніває сестру Ширлі. Повернувшись у школу Бакстера, Тео зазнає знущань з боку спортсменів, зокрема Біллі Марліна, через його гендерну дисфорію. Сабріна наділяє Тео мотузковим шармом, який змушує Біллі зламати ногу під час аварії. Темний Лорд карає за непокору Сабріни, позначаючи її знаком відьмиі захворіла її подруга Роз і знайомий Салем. Не бажаючи, щоб Харві завдалося будь-якої шкоди, Сабріна виконує наказ Темного Лорда спалити Бакстера. Перш ніж вона встигла виконати це, Темний Лорд зупиняє її, вихваляючи її відданість. Після того, як Доркас хворіє вітряною віспою, Сабріна отримує головну роль Ліліт у пристрасті Академії. Пізніше Темний Лорд нагадує Ліліт, що він завжди перемагає, і воскрешає її знайомого Столаса як втішний приз. |                                                  |                                                    |                    |                                        |                    |
| 3 | «Розділ чотирнадцятий: Луперкалії»               | Chapter Fourteen: Lupercalia                       | Саллі Річардсон    | Оанх Лі                                | 5 квітня 2019      |
| Сабріна та Нік беруть участь у щорічному святі Луперкалія, відьомська версія Дня святого Валентина. Тим часом Харві запрошує Роз на побачення на щорічний танець коханих у Бакстер. Батько Тео неохоче приймає нову трансгендерну чоловічу ідентичність своєї дитини. Плани Ліліт завдати шкоди друзям Сабріни зриваються з колії, коли наречений Мері Уордвелл Адам Мастерс повертається додому. Батько Блеквуд робить пропозицію вийти заміж тітці Зельді. Хільда дізнається, що її роботодавець і коханець доктор Цербер страждають від інкуба. На танці Sweetheart Dance Біллі, який отримав перелом ноги, вибачається перед Тео, який приймає його вибачення. Початкові стосунки Сабріни та Ніка ускладнюються наявністю перевертня Ніка знайомого Амалії, яка ревнує Сабріну. Сабріна намагається запевнити Амалію, що вона не становить загрози, але змушена вбити перевертня, коли той нападає на Ніка. Роз стає сліпою в результаті її високої короткозорості . |                                                  |                                                    |                    |                                        |                    |
| 4 | «Розділ п'ятнадцятий: Дім жахів доктора Цербера» | Chapter Fifteen: Doctor Cerberus's House of Horror | Алекс Ґарсія Лопез | Росс Максвелл                          | 5 квітня 2019      |
| Видаючись за ворожку місіс МакГарві, Ліліт відвідує книгарню доктора Цербера, де працює тітка Хільда. Вона користується картами Таро для читання майбутнього кількох персонажів, включаючи Сабріну, Тео Патнема, Роз Волкер, Зельду, Харві Кінкла та Емброуза Спелмана; прагнучи маніпулювати ними. Сабріна переживає видіння, яке говорить їй довіряти Ніку Скретчу, але тримати його подалі від Дивних Сестер. Тео переживає видіння, де невдале заклинання перетворює його плоть на дерево. Роз переживає видіння, де вона повертає зір за рахунок іншої дівчини, що змушує її відхилити пропозицію свого преподобного батька змусити його громаду фінансувати її лікування. Зельду попереджають тримати в таємниці місцезнаходження Летиції від отця Блеквуда. Харві вирішує продовжити свою мистецьку кар'єру в Гріндейлі. Амброуз дізнається, що отець Блеквуд має злі наміри щодо своїх родичів. Слідуючи видінням, Сабріна і Нік підтверджують свої стосунки, а Емброуз дізнається, що його коханий Люк загинув. Отець Блеквуд запрошує його зайняти місце Люка в Юдиному товаристві. |                                                  |                                                    |                    |                                        |                    |
| 5 | «Розділ шістнадцятий: Блеквуд»                   | Chapter Sixteen: Blackwood                         | Алекс Піллай       | Метью Баррі                            | 5 квітня 2019      |
| Зельда і батько Блеквуд готуються до свого весілля, попри спротив Сабріни і Пруденс. Зельда переконує Блеквуда скасувати відлучення Хільди. Використовуючи ворожість Сабріни до Блеквуда, Ліліт видає себе за привида свого батька Едварда і стверджує, що Блеквуд вбив її батьків, щоб перешкодити Едварду просувати свій реформістський маніфест. Тим часом отець Блеквуд планує представити приїжджому Антипапі власний женоненавистницький маніфест, який підтвердить підозри Амвросія щодо нього. Уклавши мир між леді Блеквуд і Зельдою, Хільда усуває ревниву сестру Джексон. За допомогою Ніка Сабріна представляє маніфест свого батька Антипапі. Однак отець Блеквуд підставляє Амвросія у вбивство Антипапи, змушуючи його переховуватись. Потрібна підтримка своєї родини, Батько Блеквуд узаконює свою дочку Пруденс. Сабріна і Нік зривають весілля, видаваючись за привидів Діани та Едварда. Однак Блеквуд бачить їхні хитрощі і виключає їх з Академії. Амброуз намагається вбити Блеквуда, але його ув'язнює шабаш. Блеквуд і Зельда вирушають з останками Антипапи до Ватиканського некрополя і проводять медовий місяць. |                                                  |                                                    |                    |                                        |                    |
| 6 | «Розділ сімнадцятий: Місіонери»                  | Chapter Seventeen: The Missionaries                | Роб Сейденгланз    | Донна Торленд                          | 5 квітня 2019      |
| У сцені з спогадами ангельний мисливець на відьом Джератміель з Ордену Невинних катує Люка Чалфранта, щоб розкрити місцезнаходження громади відьом Гріндейла. Тепер Хільда намагається відвідати свого племінника Амброуза, який ув’язнений в Академії. Дивні Сестри намагаються використати магію, щоб змусити Емброуза зізнатися у своїх імовірних злочинах, але він зберігає свою невинність. Сабріна повертається до школи Бакстера, але її зустрічає ворожість сліпої Роз і запеклого Харві. Проте Тео виступає за Сабріну. Джератміель і двоє інших мисливців на відьом нападають на Сабріну, Хільду, Нік Скретч і Доріана Грея, але відьми і чаклунки виживають після нападу. Джератміель і вцілілий мисливець на відьом Мехітабле вторгаються в Академію Невидимих Мистецтв, захоплюючи Дивних Сестер і студентів і важко поранивши Емброуза. У той час як Хільда, Нік, і Гарві прагнуть до Амвросія, Сабріна протистоїть ангелам. Попри те, що Сабріна була вбита Темним Лордом, вона спалює ангелів і воскрешає двох їхніх жертв, а Гарві зі страхом дивиться на неї. Тим часом Темний Лорд знову підтверджує свою владу над Ліліт, вбиваючи її нареченого Адама і змушуючи її з'їсти його голову на десерт. Ліліт клянеться помститися сатані.                                       |                                                  |                                                    |                    |                                        |                    |
| 7 | «Розділ вісімнадцятий: Дива Сабріни Спелман»     | Chapter Eighteen: The Miracles of Sabrina Spellman | Антоніо Неґрет     | Крістіанн Гедтке і Ліндсі Калгун Брінг | 5 квітня 2019      |
| Після свого воскресіння та поразки ангелів Сабріна зцілює вмираючого Амвросія. Її нововідкриті здібності викликають як трепет, так і страх у чаклунській спільноті в Гріндейлі. Батько Блеквуд, який став тимчасовим антипапою, повертається зі своєю дружиною Зельдою, яка була зачарована в покорі. Сабріна вдається переконати чаклунів Ради відьом відкласти страту Амброуза, поки вона не зможе представити докази його мишачого знайомого Левіафана, що доводить, що Блеквуд організував вбивство Антипапи. Попри те, що знайшов і воскресив Левіафана, Блеквуд використовує зачаровану Зельду, щоб потрощити мишу. Сабріна і Хільда звільняють Зельду від чар. Темний Лорд прощає Амброуза і карає отця Блеквуда, якого Рада позбавила тимчасової посади. Сабріна хоче використати свої нові здібності, щоб здійснити життя свого покійного батька бачення об’єднання відьом і смертних. Однак плани Сабріни зірваються, коли Харві і Тео виявляють у шахтах фреску, на якій Сабріна зображена як Вісник Сатани. Тим часом Ліліт створює соломинку, використовуючи своє ребро. |                                                  |                                                    |                    |                                        |                    |
| 8 | «Розділ дев'ятнадцятий: Мандрагора»              | Chapter Nineteen: The Mandrake                     | Кевін Салліван     | Джошуа Конкел                          | 5 квітня 2019      |
| Сабріна та її відьма та смертні друзі борються з пророцтвом про її відкриття в Останні часи як напіввідьма-напівсмертна королева сатани. Під приводом запобігання пророцтву «місіс Вордвелл» переконує Сабріну створити двойника мандрагорищо послужить посудиною для її смертних сил. Сабріна та Амброуз виконують заклинання мандрагори, але двійник втікає і викрадає смертних друзів Сабріни Харві, Роз і Тео; мають намір створити більше двойників. Однак Тео вдається вбити інших двійників. Тим часом отець Блеквуд відокремлюється від Церков Ночі, створюючи свою власну жоненависницьку Церкву Юди. Блеквуд дізнається, що Зельда приховала свою дочку-близнюка Летисію, і перейменує дитину на Джудіт Блеквуд. Зельда втікає від ув’язнення за допомогою розчарованої Пруденс. Після того, як солом'яна кукла Ліліт намагається вбити Сабріну, Сабріна та Нік протистоять "місіс Уордвелл" за маніпулювання нею. Сабріна вбиває свого двійника в пістолетній дуелі. Однак це закінчується виконанням пророцтва сатанинського вісника, дозволяючи сатані повернутися на Землю у своїй ангельській формі. |                                                  |                                                    |                    |                                        |                    |
| 9 | «Розділ двадцятий: Вальс Мефістофеля»            | Chapter Twenty: The Mephisto Waltz                 | Роб Сейденгланз    | Роберто Аґірре-Сакаса                  | 5 квітня 2019      |
| Темний Лорд відвідує Гріндейл у його ангельському образі і призначає Сабріну королевою пекла, маючи намір відкрити Останні часи після коронації Сабріни. Він також показує, що він справжній батько Сабріни. Розгнівана на Люцифера, Ліліт вступає в змову зі смертними друзями Спелманів і Сабріни, щоб перемогти його плани. Тим часом виснажений батько Блеквуд отруює більшу частину шабашу і тікає зі своїми немовлятами-близнюками. Пруденс і Спелмани рятують кількох відьом і чаклунів. Нік придумує план захоплення Темного Лорда в конфігурації Ахерона. Гарві, Роз і Тео використовують магічні сигіли, щоб не допустити демонічних орд Темного Лорда в Гріндейл через Ворота пекла. На коронації Сабріна та її друзі та Ліліт здійснюють свій змову. Однак Темний Лорд знищує Конфігурацію Ахерону,судно для ув'язнення Темного Лорда. Перш ніж повернутися з Темним Лордом до пекла, Ліліт коронує себе королевою пекла, відновлює сили Сабріни та воскрешає справжню міс Уордвелл. Поки Зельда реформує Ковен, Пруденс і Емброуз починають полювання на Блеквуд. Тим часом Сабріна та її смертні друзі клянуться повернути Ніка з пекла. |                                                  |                                                    |                    |                                        |                    |

### Частина 3
| № | Назва українською мовою                       | Назва мовою оригіналу                    | Режисер               | Сценарист                           | Дата виходу в ефір |
| - | --------------------------------------------- | ---------------------------------------- | --------------------- | ----------------------------------- | ------------------ |
| 1 | «Розділ двадцять перший: Пекельне серце»      | Chapter Twenty-One: The Hellbound Heart  | Роб Сейденгланз       | Роберто Аґірре-Сакаса               | 24 січня 2020      |
| 2 | «Розділ двадцять другий: Тягни мене до Пекла» | Chapter Twenty-Two: Drag Me to Hell      | Алекс Піллай          | Росс Максвелл                       | 24 січня 2020      |
| 3 | «Розділ двадцять третій: Тяжкою є корона»     | Chapter Twenty-Three: Heavy Is the Crown | Роб Сейденгланз       | Оанх Лі                             | 24 січня 2020      |
| 4 | «Розділ двадцять четвертий: Заячий Місяць»    | Chapter Twenty-Four: The Hare Moon       | Вієт Нгуєн            | Донна Торленд                       | 24 січня 2020      |
| 5 | «Розділ двадцять п'ятий: Диявол всередині»    | Chapter Twenty-Five: The Devil Within    | Роксанн Бенджамін     | Метью Баррі                         | 24 січня 2020      |
| 6 | «Розділ двадцять шостий: Усі ці відьми»       | Chapter Twenty-Six: All of Them Witches  | Майкл Гой             | Джошуа Конкел                       | 24 січня 2020      |
| 7 | «Розділ двадцять сьомий: Поцілунок Юди»       | Chapter Twenty-Seven: The Judas Kiss     | Крейг Вільям Макнеілл | Ліндсі Калгун Брінг                 | 24 січня 2020      |
| 8 | «Розділ двадцять восьмий: Сабріна — легенда»  | Chapter Twenty-Eight: Sabrina Is Legend  | Роб Сейденгланз       | Роберто Аґірре-Сакаса і Деніел Кінг | 24 січня 2020      |

### Частина 4
| № серії (загалом) | № серії (в part) | Назва серії                                   | Режисер(и)        | Сценарист(и)                         | Оригінальна дата виходу |
| --- | ---------------- | --------------------------------------------- | ----------------- | ------------------------------------ | ----------------------- |
| 29 | 1                | ««Розділ двадцять дев'ятий: Жахлива темрява»» | Джефф Вулноф      | Роберто Агірре-Сакаса і Джіджі Свіфт | 31 грудня 2020          |
| Перший із жахів Елдрича, Темрява, прибуває в Гріндейл. Сабріна починає відчувати себе самотньою, оскільки всі її друзі перебувають у романтичних стосунках. За пропозицією Хільди Сабріна вигадує помилкову погрозу, щоб знову зібрати банду. Через її хитрість Роз виявляє, що це була лише хитрість. Відьми стикаються з Темрявою, а Сабріна Спелман і Сабріна Морнінгстар разом намагаються перемогти її за допомогою Ковену. Тим часом Агата завербує пані Вордвелл, щоб вона стала членом нової церкви Фауста Блеквуда. |                  |                                               |                   |                                      |                         |
| 30 | 2                | ««Глава тридцята: Непроханий гість»»          | Алекс Піллаї      | Кеті Евері                           | 31 грудня 2020          |
| Другий і наступний Елдрич Терор, Непроханий, стукає в двері жителів Гріндейла і вбиває тих, хто відвертає його. Він прибуває в будинок Гарві, але хитрість Роз допомагає їм вижити. Уві сні Гарві малює Жахи. Непрохані вирушають до нової церкви Блеквуда. Блеквуд прибирає його і направляє на весілля тітки Хільди та доктора Сі. Сабріна і Ліліт намагаються розлучити Сабріну Морнінгстар і Калібана перед весіллям. Нік і Сабріна відвертають Непроханого, який вбиває Доріана Грея. Сабріна забирає Непроханих до пекла на королівське весілля. Дві Сабріни захоплюють його у своєму ляльковому будиночку дитинства. |                  |                                               |                   |                                      |                         |
| 31 | 3                | ««Глава тридцять перша: Фатум»»               | Ліза Сопер        | Дженіна Кібука                       | 31 грудня 2020          |
| Третій Елдрич Терор, Дивний, приходить до церкви Блеквуда, щоб заволодіти тілом Сабріни. У нього є труп, який відправляють у морг Спелмана. Дивний залишає тіло і входить до Сабріни. Пруденс, Мамбо Марі і Роз утворюють Стражів, трійку провидців, які стежать за Елдричними жахами. Новий учень на ім’я Лукас приєднується до школи Бакстера. Дивний починає отримувати контроль над Сабріною. Песта гниє мозок Сабріни, тому її розум стає непридатним для життя. Амброз захоплює його в замерзлу ємність з водою. Тим часом у пеклі Калібан планує вбити дитину Ліліт. Він застосовує заклинання, що змушує Ліліт негайно народити. Ковен допомагає під час пологів, а потім прихистує Ліліт та її новонародженого сина Адама. |                  |                                               |                   |                                      |                         |
| 32 | 4                | ««Розділ тридцять другий: Біс Викривлення»»   | Антоніо Негрет    | Крістіанна Гедтке                    | 31 грудня 2020          |
| Роз каже Гарві, що вона відьма і Страж, що він погано сприймає новину. Останній терор Елдрича принесений отцю Блеквуду. Пруденс намагається вбити Блеквуда, але він використовує Беса Збоченця, щоб змінити реальність і зробити себе Імператором. Здавалося б, Сабріна і Роз не вплинули на зміни реальності. У цій реальності Блеквуд — це імператор Блеквуд, і всі відьми стали ворогами №1. Сабріна і Роз намагаються шукати допомоги в Амброуза, який відвертає їх, оскільки він постраждав від збочення. Завдяки Зельді Сабріна та Розалінда виявляють групу опору, до якої входять Хільда, доктор Цербер, Ліліт та Агата, яка більше не божевільна. Амброуз дарує Сабріні камінь Омфалоса, який вони використовують, щоб відновити спогади кожного. Сабріна використовує Беса, який має форму собаки, щоб повернути реальність такою, якою вона була. Після цього вона та Розалінд представляють свою кампанію як президенти шкіл. Пруденс відсікає голову отцю Блеквуду і відвозить його в Академію разом з Агатою, яка знову божевільна. |                  |                                               |                   |                                      |                         |
| 33 | 5                | ««Розділ тридцять третій: Бог із машини»»     | Аманда Тапп       | Елеонора Джин                        | 31 грудня 2020          |
| Небесне Царство дає Живому Царству шанс вирішити свої проблеми, у разі невдачі якого одна із Сабрін має бути усунена. У Baxter High Роз і Сабріна стали співпрезидентами. Нік вступає до середньої школи, щоб переконати Сабріну повернутися разом. Стався землетрус, який переніс двох смертних студентів до пекла. Тео розлучається з Робіном і каже йому піти до ФейЦарство з іншими гобгоблінами. Пруденс і Роз знаходять труп Блеквуда і катують його, щоб змусити його розкрити інформацію про жахи, але безрезультатно. В Академії Мамбо Марі виявляє, що Пекельне царство і Царство смертних зливаються, і всі дізнаються про двох Сабрін. Нік і Сабріна макіяж. Метатрон, ангел, намагається об’єднати дві Сабріни, але його зупиняє Амброуз, оскільки три нові царства йдуть на шлях зіткнення зі своїм царством. Як остаточне рішення, Сабріна Морнінгстар вирушає на іншу Землю. У паралельному всесвіті Сабріну зустрічають тітка Хільда і тітка Зельда з шоу 1996 року «Сабріна-підлітка відьма » . Ліліт вбиває Адама, коли Люцифер погрожує забрати його. Він проклинає її людяністю, роблячи її смертною і відбираючи її сили. |                  |                                               |                   |                                      |                         |
| 34 | 6                | ««Розділ тридцять четвертий: Повернення»»     | Катріона Маккензі | Оан Лі і Росс Максвелл               | 31 грудня 2020          |
| Сабріна Спелман переживає за Сабріну Морнінгстар, і Нік її втішає. Ліліт передає ляльку в ролі Адама Хільді, тому шабаш продовжує підтримувати її. Старий пес Зельди, Оцет Том, повертається, але Хільда стверджує, що він помер. Мамбо Марі каже, що це наступний Елдрич Терор, Повернення, що повертається з мертвих. Вона грає в гру з Лазарусом, щоб перемогти жахи. Тим часом у Baxter High повертається гурт із 80-х під назвою Satanic Panic. Містер Кінкль розповідає Гарві, що вони вбили студентку на ім’я Пеггі. Едвард Спелман повертається до свого дому, і в нього виникає спалах після того, як Сабріна намагається з ним зв'язатися. Доркас повертається і намагається вбити Агату, але його перериває Пруденс. Мати доктора Сі також повертається і намагається вбити Хільду. Ліліт просить Калібана знайти для неї Спис Лонгіна, єдину зброю, яка може її вбити. Зельда не дає Ліліт вдарити себе ножем і розповідає їй про Повернутих. Бакстер Хай проводить битву груп, щоб звільнити містера Кінкла, захопленого сатанічною панікою. Перемагає група The Dark Mothers, створена Сабріною, Ніком, Пруденс та Емброузом. Робін і Тео миряться. Лазар виграє гру, але Ліліт заколює його списом. Марі обіцяє їй винагороду. Марі залишає Гріндейл, відкриваючи Зельді свою справжню особистість. Повернуті повертаються до своїх могил, і Гріндейл врятований від чергового терору. відкриваючи Зельді її справжню особистість. Повернуті повертаються до своїх могил, і Гріндейл врятований від чергового терору. відкриваючи Зельді її справжню особистість. Повернуті повертаються до своїх могил, і Гріндейл врятований від чергового терору.                                                                                |                  |                                               |                   |                                      |                         |
| 35 | 7                | ««Розділ тридцять п'ятий: Нескінченність»»    | Кевін Салліван    | Кевін Салліван                       | 31 грудня 2020          |
| Сабріна Морнінгстар досягає паралельного всесвіту і зустрічає тітоньок Хільду і Зельду з шоу 1996 року «Сабріна, підліткова відьма» . Вони актори популярного телевізійного ситкому режисера Блеквуда, головною зіркою якого є Салем. Їм дозволяється лише три помилки, перш ніж вони будуть відправлені в Green Room. Сабріна виявляє, що втратила свої сили. Вона помічає, що в її спальні немає дзеркала, і просить Салема розпитати про це. Сабріна має свій перший день на зніманні і дізнається, що тітушки з Netflix шоує замінниками. Харві і Сабріна знімають поцілунок, вказуючи, що Роз не його дівчина. Вночі Харві грає шоу для Сабріни, і вона розуміє, що її реальні моменти включені як сцени. Ідучи до таємничої Зеленої кімнати, вона знаходить Амброуза. Він каже їй, що Салем — це Елдрич Терор, Нескінченний. Сабріна виявляє, що події, які відбуваються в сцені, дійсно відбуваються з акторами паралельного всесвіту. Вона зустрічає Калібана, який каже їй, що створює Void для наступного дня. Вона розмовляє з головним сценаристом, самим Салемом, і пояснює, що інший Елдрич Терор, Порожнеча, знищить це царство. Разом вони рятуються від нападів екіпажу, які таємно були слугами Порожнечі, і врізаються через дзеркало спальні в Живе Царство. |                  |                                               |                   |                                      |                         |
| 36 | 8                | ««Розділ тридцять шостий: Гори Безумства»»    | Роб Зайденгланц   | Роберто Агірре-Сакаса                | 31 грудня 2020          |
| Продовжуючи з останнього епізоду, міс Уордвелл розповідає церкві Євангелія Елдрітча. Нік дає Сабріні Спелман медальон, відповідний його, з їхніми фотографіями. Коли вони цілуються в її спальні, Сабріна Морнінгстар провалюється крізь дзеркало і говорить свої останні слова, попередження про Порожнечу. Амвросій передає новини про зникнення Космосу. Сабріна потрапляє в Порожнечу і відкриває скриньку Пандори, розпочинаючи процес захоплення останнього Елдрич-терору. Повернувшись у Гріндейл, стурбовані відьми повертають розум Сабріни в труп Сабріни Морнінгстар, що викликає гнів Люцифера. Сабріна святкує свій 17-й день народження. Речі продовжують зникати, і вона розуміє, що всередині неї є шматочок Порожнечі. Щоб захистити своїх близьких, вона вирушає далеко в Гори Божевілля. Тим часом у пеклі Ліліт заколює Люцифера і відновлює свої сили, випивши його кров. Блеквуд об’єднується з Сабріною, щоб допомогти їй контролювати Порожнечу всередині себе. Нік використовує медальон, щоб знайти тіло Сабріни у Порожнечі та повернути його назад. Через кілька тижнів усі збираються в горах і обманюють Блеквуда, осліплюючи його. Вони звільняють Сабріну кров’ю, щоб відкрити портал у Порожнечу. Амброуз, Гарві та Нік заходять у портал. Слідом за Амброузом і Харві Нік повертається якраз вчасно, оскільки шлюз закривається після того, як він завершить процес, розпочатий Сабріною. Він намагається розбудити Сабріну, але дізнається, що вона померла. Проводиться похорон. Сабріна потрапляє в Солодке Потойбище, але шокована, коли Нік приєднується до неї, оскільки виявляється, що він потонув у Морі Скорботи, розуміючи, що не може жити без Сабріни. Вони зі сльозами возз’єднуються і цілуються. |                  |                                               |                   |                                      |                         |

## Виробництво

### Розробка
У вересні 2017 року було оголошено, що триває розробка телесеріалу на основі коміксу «Моторошні пригоди Сабріни» для каналу The CW, якою займаються Warner Bros. Television і Грег Берланті, запланована дата показу — 2018—2019 телевізійний сезон. Новий проєкт стане супутником телесеріалу «Рівердейл». Режисером пілоту стане Лі Толанд Крігер, сценарій напише Роберто Аґірре-Сакаса, які також стануть виконуючими продюсерами разом з Грегом Берланті, Сарою Шехтер і Джоном Голдвотером. У грудні 2017 року проєкт було перенесено на платформу Netflix під ще не оголошеною назвою. Було замовлено два сезони, кожен з яких складатиметься з 10 серій.. Президент мережі The CW Марк Педовітц сказав, що на рішення компанії Warner Bros. Television перенести серіал на онлайн-платформу вплинула можливість Netflix замовити одразу два сезони. На початку травня 2018 року було офіційно підтверджено назву серіалу — «Моторошні пригоди Сабріни». На атмосферу серіалу вплинули такі горор-фільми як «Той, що виганяє диявола» і «Дитина Розмарі», а також інші сатанинські фільми жахів 1960-х та 1970-х років. У вступних титрах були використані рисунки Роберта Гака — художника оригінальної серії коміксів.

### Кастинг
У січні 2018 року Кірнан Шипку було затверджено на роль Сабріни Спелман. Шипка була першим вибором Агірре-Сакаса на цю роль. Наступного місяця Джаз Сенклер було обрано на роль Роз Вокер, Мішель Гомес — на роль Мері Вордвел / Мадам Сатани, Ченса Пердомо — на роль Емброуза Спелмана, Люсі Девіс — Гільди Спелман, Міранду Отто — Зельди Спелман, а Річарда Койла — на роль Батька Фаустуса Блеквуда. У березні 2018 року Росс Лінч приєднався до складу акторів у ролі Гарві Кінкла, а Таті Габріель — у ролі Прюденс Найт.
На початку березня 2018 року Броснана Пінчота, Аделін Рудольф і Абігейл Ковен було затверджено на ролі Джорджа Хоторна, Агати і Доркас відповідно.

### Знімання
Знімання першого сезону розпочалося 19 березня 2018 року, одразу після завершення знімання другого сезону «Рівердейлу», що дозволило тій самій команді працювати над обома серіалами. Обидва сезони будуть зніматися послідовно, заплановано, що знімання закінчиться 5 грудня 2018 року, згідно розкладу. Планувалося, що знімання першого сезону триватимуть з лютого до липня 2018 року.

### Зв'язок з «Рівердейлом»
На початку розробки проєкту для каналу The CW, планувалося, що «Моторошні пригоди Сабріни» стане супутником телесеріалу «Рівердейл», але після того, як проєкт було перенесено на платформу Netflix, було неясно чи зв'язок залишиться. У січні 2018 року президент мережі The CW Марк Педовітц відмітив, що на той момент перетин серіалів не заплановано. У березні 2018 року Джон Голдвотер підтвердив, що на той час обидва серіали існували окремо, але він хотів би знайти спосіб створити між ними зв'язок. Він також сказав, що існує можливість, що персонажі з «Сабріни» з'являться у майбутніх епізодах «Рівердейлу», адже існування Ґріндейлу вже згадувалося у останньому. Мозес Тіссен зіграв роль Бена Баттон з «Рівердейлу» у першому сезоні «Моторошних пригод Сабріни».
Щодо справжнього перетину серіалів, Роберто Аґірре-Сакаса у жовтні 2018 року сказав, що дуже не хотів би, щоб це ніколи не відбулося. Він також додав, що потенційною ідеєю є те, що персонажі з «Рівердейлу» чують про будинок з привидами у Ґріндейлі, намагаються вдертися туди, і він виявляється будинком Сабріни. Він також відмітив, що через те, що обидва серіали вже розплановані, перетин серіалів може відбутися у фільмі з участю акторського складу обох серіалів, який потенційно буде мати назву «Загробне життя з Арчі» і буде оснований на однойменному коміксі імпринту «Archie Horror». Згодом Сабріна і справді з'явилася як епізодичний персонаж у шостому сезоні «Рівердейлу».

### Судовий позов
У листопаді 2018 року активісти з групи Сатанинський храм подали позов до суду на виробничу команду серіалу через використання статуї Бафомета, яка, згідно їх слів, є прямою та зневажливою копією статуї, встановленої у Храмі. 21 листопада 2018 року було підтверджено, що Сатанинський храм та Netflix прийшли до згоди, при цьому умови угоди залишилися нерозголошеними для публіки.

## Випуск
Перша частина першого сезону серіалу вийшла на платформі Netflix 26 жовтня 2018 року. Того ж дня перші два епізоди серіалу було показано на Comic-Con Paris. 12 листопада 2018 року компанія Netflix оголосила, що одинадцятий епізод з 20 замовлених вийде 14 грудня 2018 року у форматі різдвяного спеціального випуску. Друга частина першого сезону вийшла 5 квітня 2019 року. Перша частина другого сезону (під назвою «Частина 3») вийшла 24 січня 2020 року.

## Відгуки критиків

### Частина 1
Рейтинг серіалу на сайті Rotten Tomatoes складає 90 % із середньою оцінкою 7,71 з 10 на основі 86 відгуків. Консенсус сайту: «Зачаровуючи красивий і порочно макабричний, „Моторошні пригоди Сабріни“ накладає п'янке закляття та забезпечує ідеальну можливість для Кірнан Шипки показати її магічні таланти.». Оцінка серіалу на сайті Metacritic складає 74 зі 100, що означає «здебільшого схвальні відгуки».
Алісія Лютс (англ. Alicia Lutes) з розважального сайту IGN оцінила серіал на 9,2 з 10 балів. Вона похвалила його і сказала, що він «сяє своїми смачними темними сюжетними лініями, ступенями театральності і непристойним, а часом і антагоністичним, гумором». Дейв Неметц (англ. Dave Nemetz) з вебсайту TVLine поставив серіалу оцінку B+, відмітивши, що «„Сабріна“ іронічніший і самосвідоміший, ніж дозволяють „Рівердейлу“» і що в нього «чудовий початок, що зачаровує». Меган Наварро (англ. Meagan Navarro) з сайту Bloody Disgusting також похвалила серіал і додала, що він «розважальний і жваво розвивається».
Деніель Фінберг (англ. Daniel Fienberg) з журналу The Hollywood Reporter написав у відгуку, що привабливість серіалу здебільшого надходить від Шипки. Він також додав, що вона «ідеально доповнює один з найпривабливіших елементів шоу, а саме його розмитий підхід до сучасності». Кріс Гейнер (англ. Chris Hayner) з вебсайту GameSpot похвалив гру акторів, також відмітивши прогресивні відтінки серіалу, якому «вдається зачепити сучасні проблеми, з якими стикається багато людей, але які перенесені у надприродний світ». Констанс Грейді (англ. Constance Grady) з вебсайту Vox також похвалила серіал, особливо відмітивши операторську роботу та темну готичну естетику. Петрана Радуловіч (англ. Petrana Radulovic) з вебсайту Polygon у своєму позитивному відгуку написала, що «як тільки починається горор, сезон продовжує у тому ж дусі і готує до того, що відбувається далі».